# أسلوب التنفيذ
أسلوب التنفيذ هي ترجمة لعبارة (باللاتينية: Modus operandi) (نقحرة: مودوس أوبيراندي) وهي عبارة لاتينية تستخدم في العديد من المجالات.  يستخدم هذا المصطلح في سياقات عديدة ومختلفة، ولا سيما للإشارة إلى إجراءات تنفيذية محددة أو إلى إجراءات العمل عمومًا، أو إلى طرق القيام بهذه الأمور. يستخدم التعبير أحيانا على سبيل المثال في عمل الشرطة لوصف السمات المميزة وأسلوب العمل لمجرم ما.